# Team Picnic PostNL (femminile)
Il Team Picnic PostNL, noto in precedenza anche come Skil, Liv-Plantur, Sunweb e DSM, è una squadra femminile olandese di ciclismo su strada. Ha licenza di Women's WorldTeam, ed è attiva tra le Elite UCI dal 2012, affiancando l'omonima formazione professionistica maschile Team Picnic PostNL.
Diretta da Rudie Kemna e Hans Timmermans, a partire dal 2013 la squadra si è affermata stabilmente tra le migliori 10 nelle classifiche mondiali grazie ad atlete come Kirsten Wild, Amy Pieters, Leah Kirchmann, Ellen van Dijk, Coryn Rivera, Liane Lippert e Lorena Wiebes. Nel 2017 a Bergen il sestetto Sunweb composto da Lucinda Brand, Ellen van Dijk, Leah Kirchmann, Floortje Mackaij, Coryn Rivera e Sabrina Stultiens si è aggiudicato il titolo mondiale nella cronometro a squadre.

## Cronistoria

### Annuario
| Anno | Codice | Nome                                                            | Cat.    | Biciclette | Dirigenza |
| ---- | ------ | --------------------------------------------------------------- | ------- | ---------- | --- |
| 2011 |        | Skil-Koga                                                       | Elite 2 | Koga       | Manager: Sissy van Alebeek Dir. sportivi: Sharon van Essen, Sissy van Alebeek |
| 2012 | SKI    | Skil-1T4I (fino al 31 marzo) Skil-Argos (dal 1º aprile)         | WT      | Felt       | Manager: Sissy van Alebeek Dir. sportivi: Sharon van Essen, Sissy van Alebeek |
| 2013 | ARW    | Team Argos-Shimano                                              | WT      | Felt       | Manager: Sissy van Alebeek Dir. sportivi: Jorn Knops, Sjoerd Koster, Marc Reef, Cees-Jan van der Zweep |
| 2014 | GIW    | Team Giant-Shimano                                              | WT      | Giant      | Manager: Marloes Poelman Dir. sportivi: Ruud Verhagen, Dirk Reuling, Hans Timmermans |
| 2015 | TLP    | Team Liv-Plantur                                                | WT      | Liv        | Manager: Marloes Poelman Dir. sportivi: Hans Timmermans, Dirk Reuling, Aike Visbeek |
| 2016 | TLP    | Team Liv-Plantur                                                | WT      | Liv        | Manager: Marloes Poelman Dir. sportivi: Hans Timmermans, Arthur van Dongen, Dirk Reuling, Aike Visbeek |
| 2017 | SUN    | Team Sunweb                                                     | WT      | Liv        | Manager: Marloes Poelman Dir. sportivi: Hans Timmermans, Arthur van Dongen, Dirk Reuling, Aike Visbeek |
| 2018 | SUN    | Team Sunweb                                                     | WT      | Liv        | Manager: Francien Schuurman-Smit Dir. sportivi: Hans Timmermans, Arthur van Dongen, Aike Visbeek |
| 2019 | SUN    | Team Sunweb                                                     | WT      | Cervélo    | Manager: Francien Schuurman-Smit Dir. sportivi: Hans Timmermans, Arthur van Dongen, Aike Visbeek |
| 2020 | SUN    | Team Sunweb                                                     | WTW     | Cervélo    | Manager: Iwan Spekenbrink Dir. sportivi: Hans Timmermans, Roy Curvers, Sebastian Deckert, Michiel Elijzen, Rudie Kemna, Nicolas Marche, Marc Reef, Arjan Ribbers, Luke Roberts, Albert Timmer, Matthew Winston                                                                         |
| 2021 | DSM    | Team DSM                                                        | WTW     | Scott      | Manager: Iwan Spekenbrink Dir. sportivi: Hans Timmermans, Wilbert Broekhuizen, Roy Curvers, Sebastian Deckert, Huub Duijn, Michiel Elijzen, Rudie Kemna, Bennie Lambregts, Marc Reef, Luke Roberts, Albert Timmer, Philip West, Matthew Winston                                        |
| 2022 | DSM    | Team DSM                                                        | WTW     | Scott      | Manager: Iwan Spekenbrink Dir. sportivi: Rudie Kemna, Wilbert Broekhuizen, Roy Curvers, Huub Duijn, Gerben Heidstra, Dariusz Kapidura, Bennie Lambregts, Pim Ligthart, Luke Roberts, Marcel Sieberg, Albert Timmer, Hans Timmermans, Philip West, Ben Widdershoven, Matthew Winston    |
| 2023 | DSM    | Team DSM (fino al 29 giugno) Team DSM-Firmenich (dal 30 giugno) | WTW     | Scott      | Manager: Iwan Spekenbrink Dir. sportivi: Rudie Kemna, Roy Curvers, Gerben Heidstra, Dariusz Kapidura, Bennie Lambregts, Pim Ligthart, Luke Roberts, Albert Timmer, Hans Timmermans, Philip West, Matthew Winston                                                                       |
| 2024 | DFP    | Team DSM-Firmenich PostNL                                       | WTW     | Scott      | Manager: Iwan Spekenbrink Dir. sportivi: Rudie Kemna, Roy Curvers, Kelvin Dekker, Callum Ferguson, Christian Guiberteau, Dariusz Kapidura, Bennie Lambregts, Pim Ligthart, Joey van Rhee, Luke Roberts, Albert Timmer, Hans Timmermans, Philip West, Ben Widdershoven, Matthew Winston |
| 2025 | DFP    | Team Picnic PostNL                                              | WTW     | Lapierre   | Manager: Iwan Spekenbrink Dir. sportivi: Rudie Kemna, Roy Curvers, Christian Guiberteau, Dariusz Kapidura, Bennie Lambregts, Pim Ligthart, Joey van Rhee, Luke Roberts, Albert Timmer, Hans Timmermans, Philip West, Ben Widdershoven, Matthew Winston                                 |

### Classifiche UCI
Aggiornato al 31 dicembre 2023.
| Anno | Classifica | Pos. | Migliore cl. individuale |
| ---- | ---------- | ---- | ------------------------ |
| 2012 | World Cal. | 14º  | Adrie Visser (26ª)       |
| 2012 | World Cup  | 7º   | Adrie Visser (12ª)       |
| 2013 | World Cal. | 8º   | Kirsten Wild (8ª)        |
| 2013 | World Cup  | 6º   | Amy Pieters (72ª)        |
| 2014 | World Cal. | 5º   | Kirsten Wild (5ª)        |
| 2014 | World Cup  | 4º   | Kirsten Wild (4ª)        |
| 2015 | World Cal. | 8º   | Amy Pieters (14ª)        |
| 2015 | World Cup  | 7º   | Amy Pieters (14ª)        |
| 2016 | World Cal. | 7º   | Leah Kirchmann (8ª)      |
| 2016 | World Tour | 5º   | Leah Kirchmann (2ª)      |
| 2017 | World Cal. | 2º   | Ellen van Dijk (4ª)      |
| 2017 | World Tour | 2º   | Coryn Rivera (4ª)        |
| 2018 | World Cal. | 3º   | Coryn Rivera (7ª)        |
| 2018 | World Tour | 3º   | Coryn Rivera (5ª)        |
| 2019 | World Cal. | 2º   | Leah Kirchmann (18ª)     |
| 2019 | World Tour | 2º   | Coryn Rivera (15ª)       |
| 2020 | World Cal. | 4º   | Liane Lippert (7ª)       |
| 2020 | World Tour | 3º   | Liane Lippert (9ª)       |
| 2021 | World Cal. | 4º   | Lorena Wiebes (20ª)      |
| 2021 | World Tour | 5º   | Juliette Labous (18ª)    |
| 2022 | World Cal. | 3º   | Lorena Wiebes (2ª)       |
| 2022 | World Tour | 3º   | Lorena Wiebes (4ª)       |
| 2023 | World Cal. | 7º   | Pfeiffer Georgi (9ª)     |
| 2023 | World Tour | 7º   | Juliette Labous (9ª)     |

## Palmarès
Aggiornato al 31 dicembre 2024.

### Grandi Giri
- Giro d'Italia

Partecipazioni: 11 (2014, 2015, 2016, 2017, 2018, 2019, 2020, 2021, 2022, 2023, 2024)
Vittorie di tappa: 8
2016: 1 (Leah Kirchmann)
2017: 1 (Lucinda Brand)
2018: 2 (cronosquadre, Ruth Winder)
2021: 3 (2 Lorena Wiebes, Coryn Rivera)
2022: 1 (Juliette Labous)
Vittorie finali: 0
Altre classifiche: 2
2018: Squadre
2019: Giovani (Juliette Labous)
- Tour de France

Partecipazioni: 3 (2022, 2023, 2024)
Vittorie di tappa: 4
2022: 2 (2 Lorena Wiebes)
2024: 2 (2 Charlotte Kool)
Vittorie finali: 0
Altre classifiche: 0
- Vuelta a España

Partecipazioni: 2 (2023, 2024)
Vittorie di tappa: 1
2023: 1 (Charlotte Kool)
Vittorie finali: 0
Altre classifiche: 0

### Campionati mondiali
- Campionati del mondo: 1

Cronometro a squadre: 2017 (Lucinda Brand, Ellen van Dijk, Leah Kirchmann, Floortje Mackaij, Coryn Rivera, Sabrina Stultiens)

### Campionati nazionali
- Campionati britannici: 3

In linea: 2021, 2023, 2024 (Pfeiffer Georgi)
- Campionati canadesi: 2

Cronometro: 2018, 2019 (Leah Kirchmann)
- Campionati francesi: 2

In linea: 2024 (Juliette Labous)
Cronometro: 2020 (Juliette Labous)
- Campionati statunitensi: 1

In linea: 2018 (Coryn Rivera)
- Campionati tedeschi: 3

In linea: 2018, 2022 (Liane Lippert); 2024 (Franziska Koch)

## Organico 2025
Aggiornato al 2 gennaio 2025.

### Staff tecnico
|  | Naz.                     | Ruolo | Sportivo             |  |  |  |
|  | ------------------------ | ----- | -------------------- |  |  |  |
|  | Paesi Bassi (bandiera)   | GM    | Iwan Spekenbrink     |  |  |  |
|  | Paesi Bassi (bandiera)   | DS    | Rudie Kemna          |  |  |  |
|  | Paesi Bassi (bandiera)   | DS    | Roy Curvers          |  |  |  |
|  | Francia (bandiera)       | DS    | Christian Guiberteau |  |  |  |
|  | Polonia (bandiera)       | DS    | Dariusz Kapidura     |  |  |  |
|  | Paesi Bassi (bandiera)   | DS    | Bennie Lambregts     |  |  |  |
|  | Paesi Bassi (bandiera)   | DS    | Pim Ligthart         |  |  |  |
|  | Paesi Bassi (bandiera)   | DS    | Joey van Rhee        |  |  |  |
|  | Australia (bandiera)     | DS    | Luke Roberts         |  |  |  |
|  | Paesi Bassi (bandiera)   | DS    | Albert Timmer        |  |  |  |
|  | Paesi Bassi (bandiera)   | DS    | Hans Timmermans      |  |  |  |
|  | Gran Bretagna (bandiera) | DS    | Philip West          |  |  |  |
|  | Paesi Bassi (bandiera)   | DS    | Ben Widdershoven     |  |  |  |
|  | Gran Bretagna (bandiera) | DS    | Matthew Winston      |  |  |  |

### Rosa
|  | Naz.                     |  | Sportivo          | Anno |  |  |
|  | ------------------------ |  | ----------------- | ---- |  |  |
|  | Paesi Bassi (bandiera)   |  | Silje Bader       | 2005 |  |  |
|  | Italia (bandiera)        |  | Francesca Barale  | 2003 |  |  |
|  | Italia (bandiera)        |  | Rachele Barbieri  | 1997 |  |  |
|  | Italia (bandiera)        |  | Marta Cavalli     | 1998 |  |  |
|  | Italia (bandiera)        |  | Eleonora Ciabocco | 2004 |  |  |
|  | Gran Bretagna (bandiera) |  | Pfeiffer Georgi   | 2000 |  |  |
|  | Belgio (bandiera)        |  | Ella Heremans     | 2006 |  |  |
|  | Stati Uniti (bandiera)   |  | Megan Jastrab     | 2002 |  |  |
|  | Germania (bandiera)      |  | Franziska Koch    | 2000 |  |  |
|  | Germania (bandiera)      |  | Charlotte Kool    | 1999 |  |  |
|  | Colombia (bandiera)      |  | Juliana Londoño   | 2005 |  |  |
|  | Gran Bretagna (bandiera) |  | Josie Nelson      | 2002 |  |  |
|  | Paesi Bassi (bandiera)   |  | Esmée Peperkamp   | 1997 |  |  |
|  | Canada (bandiera)        |  | Mara Roldan       | 2004 |  |  |
|  | Gran Bretagna (bandiera) |  | Abi Smith         | 2002 |  |  |
|  | Gran Bretagna (bandiera) |  | Becky Storrie     | 1998 |  |  |
|  | Paesi Bassi (bandiera)   |  | Elise Uijen       | 2003 |  |  |
|  | Paesi Bassi (bandiera)   |  | Nienke Vinke      | 2004 |  |  |